# Good Times, Bad Times... Ten Years of Godsmack
Good Times, Bad Times... Ten Years of Godsmack – kompilacja amerykańskiego zespołu muzycznego Godsmack wydana 4 grudnia 2007 roku nakładem Universal Republic Records. Wydawnictwo zawiera największe przeboje zespołu, a także cover utworu „Good Times Bad Times” z repertuaru grupy Led Zeppelin. W roku premiery albumu cover ten wydano też w postaci singla promo. Do kompilacji w wydaniu kanadyjskim, australijskim i w większości wydań amerykańskich dołączony był również DVD z akustycznym występem Godsmacka 23 listopada 2004 roku w House of Blues w Las Vegas.
Album zadebiutował na 35. miejscu amerykańskiej listy przebojów Billboard 200, sprzedając się w liczbie 40 000 egzemplarzy w pierwszym tygodniu od premiery.

## Lista utworów
Opracowano na podstawie materiału źródłowego.
CD
| Nr  | Tytuł utworu           | Autorzy                                  | Album pochodzenia | Długość |
| --- | ---------------------- | ---------------------------------------- | ----------------- | ------- |
| 1.  | „Good Times Bad Times” | Jimmy Page, John Bonham, John Paul Jones | —                 | 2:57    |
| 2.  | „Whatever”             | Sully Erna, Tony Rombola                 | Godsmack          | 3:26    |
| 3.  | „Keep Away”            | Sully Erna                               | Godsmack          | 4:50    |
| 4.  | „Voodoo”               | Sully Erna, Robbie Merrill               | Godsmack          | 4:40    |
| 5.  | „Bad Religion”         | Sully Erna, Tommy Stewart                | Godsmack          | 3:13    |
| 6.  | „Awake”                | Sully Erna                               | Awake             | 5:04    |
| 7.  | „Greed”                | Sully Erna                               | Awake             | 3:28    |
| 8.  | „I Stand Alone”        | Sully Erna                               | Faceless          | 4:05    |
| 9.  | „Straight Out of Line” | Sully Erna                               | Faceless          | 4:21    |
| 10. | „Serenity”             | Sully Erna, Tony Rombola                 | Faceless          | 4:34    |
| 11. | „Re-Align”             | Sully Erna                               | Faceless          | 4:20    |
| 12. | „Running Blind”        | Sully Erna                               | The Other Side    | 3:55    |
| 13. | „Touché”               | Sully Erna, John Kosco, Lee Richards     | The Other Side    | 3:37    |
| 14. | „Speak”                | Sully Erna, Tony Rombola                 | IV                | 3:55    |
| 15. | „Shine Down”           | Sully Erna                               | IV                | 4:53    |
| 16. | „The Enemy”            | Sully Erna                               | IV                | 4:08    |
|     |                        |                                          |                   | 1:05:26 |

DVD w wydaniu kanadyjskim, australijskim i w większości wydań amerykańskich
| Nr  | Tytuł utworu          | Długość |
| --- | --------------------- | ------- |
| 1.  | „Trippin’”            | 8:22    |
| 2.  | „Re-Align”            | 5:34    |
| 3.  | „Running Blind”       | 3:41    |
| 4.  | „Questions”           | 2:58    |
| 5.  | „Serenity”            | 5:51    |
| 6.  | „Voodoo”              | 4:47    |
| 7.  | „Questions”           | 2:34    |
| 8.  | „Spiral”              | 5:04    |
| 9.  | „Jam”                 | 7:01    |
| 10. | „Keep Away”           | 6:42    |
| 11. | „Touché”              | 3:54    |
| 12. | „Reefer Headed Woman” | 6:11    |
| 13. | „Credits”             | 1:15    |
|     |                       | 1:03:54 |

## Twórcy
Opracowano na podstawie materiału źródłowego.
Zespół Godsmack w składzie
- Sully Erna - wokal i gitara w utworach od DVD.1 do DVD.13
- Tony Rombola - gitara w utworach od DVD.1 do DVD.13
- Robbie Merrill - gitara basowa w utworach od DVD.1 do DVD.13
- Tommy Stewart(inne języki) - perkusja w utworach od CD.2 do CD.5
- Shannon Larkin - perkusja w utworach od CD.6 do CD.16, od DVD.1 do DVD.3, DVD.5, DVD.6 i od DVD.8 do DVD.12

Dodatkowi muzycy
- John Kosco - wokale w utworach CD.13, DVD.11 i DVD.12
- Lee Richards - gitara w utworach CD.13 i od DVD.1 do DVD.13

Produkcja
- Sully Erna - produkcja muzyczna w utworach od CD.1 do CD.5 i od CD.8 do CD.16, miksowanie w utworach od CD.14 do CD.16
- David Bottrill - produkcja muzyczna i nagrywanie w utworach od CD.8 do CD.11, miksowanie w utworach od CD.8 do CD.13
- Andy Johns(inne języki) – miksowanie w utworach od DVD.1 do DVD.13
- Andrew „Mudrock” Murdock(inne języki) – współprodukcja muzyczna w utworach od CD.2 do CD.5, inżynieria w utworach od CD.2 do CD.5, nagrywanie w utworach od CD.2 do CD.7
- Bob Ludwig(inne języki) – mastering w utworach CD.1 i od CD.8 do CD.13
- Dave Schultz – mastering w utworach od CD.14 do CD.16
- Joe Palmaccio(inne języki) – mastering w utworach od CD.2 do CD.5
- Kent Hertz – Pro Tools i dodatkowa inżynieria w utworach od CD.8 do CD.11 i od CD.14 do CD.16
- Marc Lee – Pro Tools i asystent inżyniera w utworach od CD.8 do CD.11

## Notowania na listach przebojów
| Lista (2007)                                           | Pozycja |
| ------------------------------------------------------ | ------- |
| Stany Zjednoczone (Billboard 200 (Billboard))          | 35      |
| Stany Zjednoczone (Top Alternative Albums (Billboard)) | 3       |
| Stany Zjednoczone (Top Hard Rock Albums (Billboard))   | 3       |
| Stany Zjednoczone (Top Rock Albums (Billboard))        | 6       |

| Lista (2008)                                  | Pozycja |
| --------------------------------------------- | ------- |
| Stany Zjednoczone (Billboard 200 (Billboard)) | 171     |